# 科岑比尔
科岑比尔（德語：Kotzenbüll）是德国石勒苏益格－荷尔斯泰因州的一个市镇。总面积7.77平方公里，总人口224人，其中男性117人，女性107人（2011年12月31日），人口密度29人/平方公里。